# Léopoldine Tiézan Coffie
Léopoldine Tiézan Coffie, née en 1950, est une femme politique ivoirienne membre du Parti démocratique de Côte d'Ivoire – Rassemblement démocratique africain (PDCI-RDA).

## Biographie
Léopoldine Tiézan Coffie est partie des femmes politiques ivoiriennes d’impact. Elle fait partie des figures emblématiques du PDCI . Elle occupe dans les années 1990 le poste de présidente de l’Union des Femmes du parti (UFPDCI). Sous la mandature du président Henri Konan Bédié, elle devient ministre de la Famille et de la Promotion de la femme. Léopoldine Tiézan Coffie siège au bureau politique et déléguée départementale du PDCI à Daloa depuis 2013. Elle est nommée vice-présidente du parti en novembre 2019, puis occupe le poste de présidente du Réseau internationale des femmes pour des actions affirmatives (RIFAA),. 

## Vie politique
En novembre 2024, Léopoldine Tiézan Coffie a joué un rôle crée dans l'adhésion du DR Horé Felix Lourougnon au sein du PDCI, ancien cadre du RHDP.